# Теленик Сергій Федорович
Сергі́й Фе́дорович Теле́ник (нар. 7 червня 1952) — український вчений в галузі інформатики, доктор  технічних наук (2000), професор. Працює на факультеті інформатики та обчислювальної техніки КПІ ім. Ігоря Сікорського та професор ʼCracow university of Technology'(2016). З 2001 року є завідувачем кафедри АУТС. Автор понад 60 наукових праць. 2018-2022 років декан на факультеті інформатики та обчислювальної техніки КПІ ім. Ігоря Сікорського.

## Життєпис
Доктор технічних наук, професор, завідувач кафедри автоматики та управління в технічних системах. Був координатором кількох проектів зі створенню розподілених інформаційних систем і систем управління для ряду міністерств України. Брав участь в проектній компанії NetCracker для створення системи управління ІТ-інфраструктурою. Секретар секції «Інформатика та кібернетика» Науково-технічної ради Міністерства освіти і науки.

## Наукові інтереси
Коло наукових інтересів: структурне програмування, логіка вищих порядків; проблеми телекомунікацій; інформаційні технології та алгоритмізація в управлінні; концепція, моделі, алгоритми і засоби адаптивних технологій створення інформаційно-керуючих систем.

## Публікації
- Structural Optimization of Neural Network for Qualitative Evaluation Method of IT-Infrastructure Functioning / Yaroslaw. Yu. Dorogyy, Sergii. F. Telenik, Dmytro. A. Halushko, Vasyl. V. Tsurkan // Information and telecommunication sciences: international research journal. – 2015. – Vol. 6, N. 2(11). – Pp. 36–43. – Bibliogr.: 15 ref.
- Автоматизація підтримки бізнес-процесів у Web-середовищі / С. Ф. Теленик, О. А. Амонс, О. С. Троцький, Д. С. Білорус // Вісник НТУУ «КПІ». Інформатика, управління та обчислювальна техніка: збірник наукових праць. – 2015. – Вип. 63. – С. 35–42. – Бібліогр.: 9 назв.
- «Теленик С. Ф.» Адаптивный генетический алгоритм для решения класса задач распеределения ресурсов ЦОД / С. Ф. Теленик, А. И. Ролик, П. С. Савченко // Вісник НТУУ «КПІ». Інформатика, управління та обчислювальна техніка: збірник наукових праць. – 2011. – № 54. – С. 163—174 . – Библиогр.: 13 назв.
- «Теленик С. Ф.» Багаторівневий підхід до проектування управляючих вбудованих систем /С. Ф. Теленик, Є. В. Глушко // Адаптивні системи автоматичного управління: міжвідомчий науково-технічний збірник. – 2002. – № 5(25). – С. 146. – 152. – Бібліогр.: 7 назв.
- «Теленик С. Ф.» Використання компонентного підходу до проектування інтелектуальних адаптивних сервісів / С. Ф. Теленик, С. . О. Троцький // Вісник НТУУ «КПІ». Інформатика, управління та обчислювальна техніка: збірник наукових праць. – 2016. – Вип. 64. – С. 166—172. – Бібліогр.: 15 назв.
- «Теленик С. Ф» Исследование параметров сверточной нейронной сети для задачи распознавания человека за фотопортретом / С. Ф. Теленик, Я. Ю. Дорогий // Вісник НТУУ «КПІ». Інформатика, управління та обчислювальна техніка: збірник наукових праць. – 2012. – Вип. 55. – С. 135—140. – Бібліогр.: 4 назви.
- Логічний підхід до інтеграції програмних застосувань підтримки міждисциплінарних наукових досліджень / С. Ф. Теленик, О. А. Амонс, К. В. Єфремов, В. Т. Лиско // Наукові вісті НТУУ «КПІ»: науково-технічний журнал. – 2013. – № 5(91). – С. 53–72. – Бібліогр.: 22 назви.
- Моделі оптимізації багаторівневого зберігання даних / С. Ф. Теленик, М. М. Букасов, О. К. Карнаухов, В. Ф. Філімонов, М. В. Моргун // Вісник НТУУ «КПІ». Інформатика, управління та обчислювальна техніка: збірник наукових праць. – 2015. – Вип. 63. – С. 48–53. – Бібліогр.: 8 назв.
- Моделі управління віртуальними машинами при серверній віртуалізації / С. . Ф. Теленик, О. І. Ролік, М. М. Букасов, А. Ю. Лабунський // Вісник НТУУ «КПІ». Інформатика, управління та обчислювальна техніка: збірник наукових праць. – 2009. – № 51. – С. 150—155. – Бібліогр.: 7 назв.
- «Теленик С. Ф.» Нейросетевой метод классификации аномалий в трафике провайдера мобильной связи / С. Ф. Теленик, П. Н. Малюков, Н. Н. Пищаева // Вісник НТУУ «КПІ». Інформатика, управління та обчислювальна техніка: збірник наукових праць. – 2011. – № 54. – С. 8–11. – Библиогр.: 5 назв.
- Определение распространения влияния неисправностей в сети доступа на качество предоставляемых сервисов / С. Ф. Теленик, А. И. Ролик, М. М. Букасов, М. В. Ясочка // Вісник НТУУ «КПІ». Інформатика, управління та обчислювальна техніка: збірник наукових праць. – 2009. – № 50. – С. 164—173. – Бібліогр.: 6 назв.
- Пошук і реферування в системі електронного документообігу / С. Ф. Теленик, О. А. Амонс, О. Ю. Шкабура, Н. О. Подригайло // Вісник НТУУ «КПІ». Інформатика, управління та обчислювальна техніка: збірник наукових праць. – 2009. – № 51. – С. 180—187. – Бібліогр.: 12 назв.
- Семантична інтеграція різнорідних інформаційних ресурсів / С. Ф. Теленик, О. А. Амонс, К. В. Єфремов, С. В. Жук // Вісник НТУУ «КПІ». Інформатика, управління та обчислювальна техніка: збірник наукових праць. – 2013. – Вип. 58. – С. 29–45. – Бібліогр.: 32 назви.
- Спеціальні розділи математики. – 1. Дискретна математика. Частина 1 [Електронний ресурс: методичні вказівки до організації самостійної роботи студентів (СРС) для студентів напряму підготовки 6.050201 «Системна інженерія» всіх форм навчання] / НТУУ «КПІ» ; уклад. С. Ф. Теленик, Я. ЮмДорогий. – Електронні текстові данні (1 файл: 969 Кбайт). – Київ: НТУУ «КПІ», 2012. – 103 с.
- Спеціальні розділи математики. – 1. Дискретна математика. Частина 2 [Електронний ресурс: методичні вказівки до організації самостійної роботи студентів (СРС) для студентів напряму підготовки 6.050201 «Системна інженерія» всіх форм навчання] / НТУУ «КПІ» ; уклад. С. Ф. Теленик, Я. . Ю. Дорогий. – Електронні текстові данні (1 файл: 1,37 Мбайт). – Київ: НТУУ «КПІ», 2012. – 160 с.
- «Теленик С. Ф.»  Спосіб підвищення ефективності інформаційного забезпечення системи управління повітряним рухом / С. Ф. Теленик, І. Ю. Грішин // Вісник НТУУ «КПІ». Інформатика, управління та обчислювальна техніка: збірник наукових праць. – 2009. – № 51. – С. 32–37. – Бібліогр.: 8 назв.
- «Теленик С. Ф.» Управление распределением виртуальных машин в ЦОД / С. Ф. Теленик, А. И. Ролик, Э. В. Жариков // Вісник НТУУ «КПІ». Інформатика, управління та обчислювальна техніка: збірник наукових праць. – 2016. – Вип. 64. – С. 90–99. – Бібліогр.: 25 назв.
- Управління високопродуктивними ІТ-інфраструктурами / Ю. В. Бойко, М. М. Глибовець, С. В. Єршов, С. Л. Кривий, С. Д. Погорілий, О. І. Ролік, С. Ф. Теленик, М. В. Ясочка // Вісник НТУУ «КПІ». Інформатика, управління та обчислювальна техніка: збірник наукових праць. – 2014. – Вип. 61. – С. 120—141. – Бібліогр.: 53 назви.
- Управління системами збереження даних / М. Є. Боданюк, О. К. Карнаухов, О. І. Ролік, С. Ф. Теленик // Electronics and Communications: научно-технический журнал. – 2013. – № 5(76). – С. 81–90. – Библиогр.: 9 назв.
- Розробка методів і засобів управління функціонуванням інформаційно-телекомунікаційних систем: звіт про НДР (заключ.) / НТУУ «КПІ» ; кер. роб. С.Теленик. – К., 2009. – 277 л. + CD-ROM. – Д/б № 2143-ф
- Розробка і дослідження математичних моделей та методів аналізу, синтезу і управління великими інформаційно-телекомунікаційними системами: звіт про НДР (заключ.) / НТУУ «КПІ» ; кер. роб. С. . Ф. Теленик. – К., 2012. – 408 л. + CD-ROM. – Д/б № 2302-ф
- Метод розподілу ресурсів між проектами / С. Ф. Теленик, П. І. Бідюк, О. А. Амонс, К. О. Крижова // Вісник НТУУ «КПІ». Інформатика, управління та обчислювальна техніка: збірник наукових праць. – 2008. – № 48. – С. 33–40. – Бібліогр.: 9 назв.
- Structural Optimization of Neural Network for Qualitative Evaluation Method of IT-Infrastructure Functioning / Yaroslaw. Yu. Dorogyy, . F. Telenik, Dmytro. A. Halushko, Vasyl. V. Tsurkan // Information and telecommunication sciences: international research journal. – 2015. – Vol. 6, N. 2(11). – Pp. 36–43. – Bibliogr.: 15 ref.